# Acontia viridifera
Acontia viridifera is een vlinder uit de familie van de uilen (Noctuidae). De wetenschappelijke naam van deze soort is voor het eerst voorgesteld als Hoplotarache viridifera door George Francis Hampson in een publicatie uit 1910. De spanwijdte van het vrouwtje bedraagt 36 millimeter.
De soort komt voor in Panama.